# سان كليمينتي
سان كليمينتي (بالإيطالية: San Clemente)‏ هي بلدية في مقاطعة ريميني في إقليم إميليا رومانيا في إيطاليا. 

## السكان
في سنة 1861 بلغ عدد السكان 2٬602 نسمة، وتطور العدد ليصل في سنة 2011 لـ 5٬234 نسمة.
يظهر هذا المخطط البياني تطور النمو السكاني لـ سان كليمينتي